# Ренувен, Пьер
Пьер Ренувен (фр. Pierre Renouvin; 9 января 1893[…], XV округ Парижа — 8 декабря 1974, V округ Парижа) — французский историк, крупный специалист по истории международных отношений.

## Биография
Учился в лицее Луи-ле-Гран. В 1912—1914 годах путешествовал по Германии и России. В годы Первой мировой войны служил пехотинцем во французской армии. В апреле 1917 года в одном из боев был тяжело ранен и потерял правую руку. В 1918—1920 годах работал учителем в Орлеанском лицее. 
Дальнейший жизненный путь Ренувена связан с Сорбонной. Здесь он работал директором библиотеки военной истории (1920—1922), лектором (1922—1933), профессором (1933—1964). С 1946 года академик. С 1959 — президент Национального фонда политических наук.

## Научная деятельность
В начале своей научной карьеры занимался исследованием предпосылок Великой французской революции. Особенно его интересовало собрание нотаблей 1787 года. По этой теме он защитил докторскую диссертацию. 
После Первой мировой войны Ренувен проявил интерес к её причинам. Версальский договор возлагал ответственность за развязывание войны на Германию. В 1920-е годы вопрос о виновнике этой войны стоял очень остро. Он приобрел политическое значение, так как Германия пыталась доказать, что она не несёт ответственности за войну, что могло подорвать моральные основы Версальского договора. В 1925 году Ренувен публикует книгу «Непосредственные причины войны». В ней он опроверг немецкие утверждения будто Германия не несет ответственности за начало Первой мировой войны. 
Большую часть своей научной деятельности Ренувен посвятил исследованию международных отношений. В 1953—58 годах он издает «Историю международных отношений», которая охватывает период от Средних веков до 1945 года.